# Borðoyarvík
Borðoyarvík er en fjord på Færøerne, som skærer sig ind i Borðoys sydkyst.
Ved bunden af fjorden ligger byen Klaksvík, og her er også en havn, mens byens egentlige store havn ligger på nordsiden ved bugten Pollur. På østsiden af fjorden ligger den gamle bondebygd Norðoyri, og på vejen derhen findes ruinen af en gård, der blev ødelagt den 17. marts 1745 og igen den 17. marts 1765 af et sneskred. Et par kilometer syd fra Norðoyri ligger en udgravede sted fra vikingetiden på Færøerne: Íslendingatoftir.
Borðoyarvík er også en hvalvágur (hvalbugt), dvs. en af de 23 godkendte steder, hvor der kan foregå grindefangst, dvs. aflivning af en flok grindehvaler, efter at hvalerne er svømmet op på stranden, drevet af mindre fiskebåde.
- Klaksvík, Borðoyarvík og Háfjall (648 m).
- Samme billede fra 1899

62°12′00″N 6°32′30″V / 62.20000°N 6.54167°V